# Ferdinand Kittel

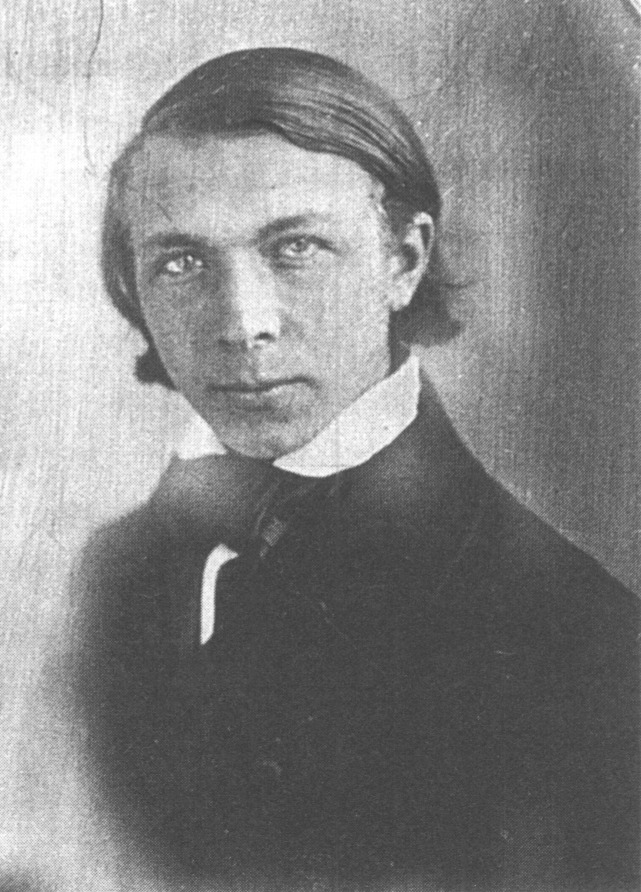
Ferdinand Kittel (1854)

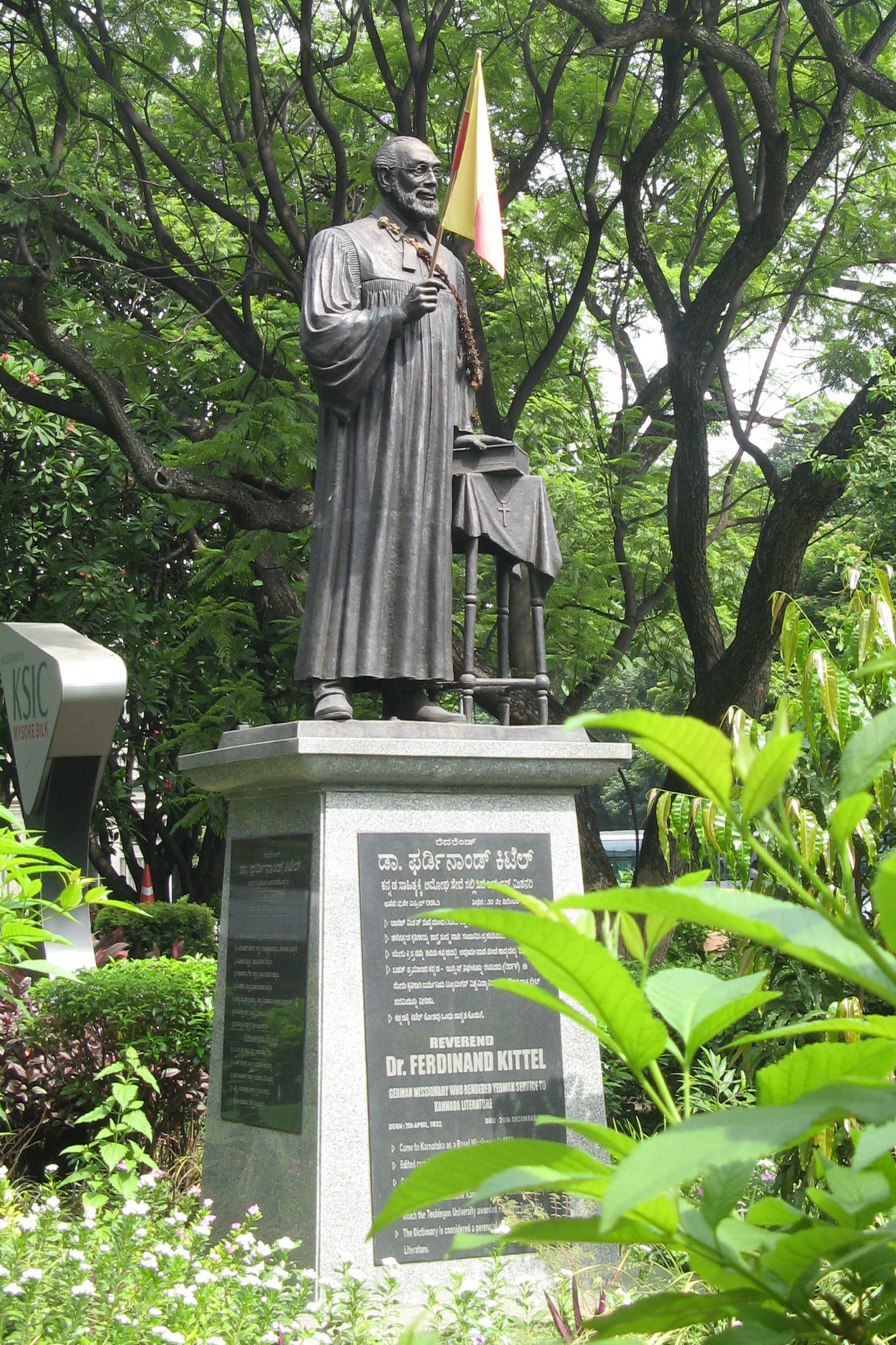
Denkmal in Bangalore

Ferdinand Kittel (* 7. April 1832 in Resterhafe, Ostfriesland; † 18. Dezember 1903 in Tübingen) war ein Missionar der Basler Mission, welcher sich durch sprachwissenschaftliche Arbeiten zur südindischen Sprache Kannada große Verdienste erworben hat. Sein Denkmal steht auf der „Mahatma Gandhi Road“ in Bangalore.
Zwischen seinem 17. und 21. Lebensjahr besuchte Kittel das Seminar der Basler Mission. Im Jahr 1853 wurde er nach Indien geschickt. Er beschäftigte sich intensiver als andere Missionare mit Sprache und Kultur der einheimischen Bevölkerung. Daraus resultierte die Erstellung des Kannada-Wörterbuchs. Es erschien 1894 mit ca. 30.000 Einträgen. Im Jahr 1903 wurde die Grammatik der Kannada-Sprache veröffentlicht. Darüber hinaus widmete sich Kittel besonders dem schulischen Unterricht.
Von 1860 bis 1864 war Kittel mit der aus Tübingen stammenden Pauline Eyth verheiratet, die ihm von der Basler Mission nach Indien zugeführt worden war; das Paar hatte zwei Söhne. Pauline starb 1864, nachdem sie sich jahrelang im Dienst und für die Familie verausgabt hatte. 1866 lernte Kittel bei einem Heimaturlaub Paulines elf Jahre jüngere Schwester Wilhelmine Julie kennen, die er ein Jahr später heiratete, nach Indien mitnahm und mit der er zwei Söhne und zwei Töchter hatte.
Die Philosophische Fakultät der Eberhard-Karls-Universität Tübingen verlieh Ferdinand Kittel 1896 die Ehrendoktorwürde.
In Dharwad, einem Distrikt des indischen Bundesstaates Karnataka, Kittels hauptsächlichem Wirkungsgebiet, wurde ein christliches College nach ihm benannt, das „Kittel Science College“.

## Schriften (Auswahl)
- (Hrsg.): Canarese poetical anthology. 3. Aufl. Basel Mission Press, Mangalore 1874.

- A grammar of the Kannada language in English comprising the three dialects of the language; (ancient, mediaeval, and modern). Basel Mission Press, Mangalore 1903.

- A Kannada-English dictionary. 6. Aufl. Asian-Educational Services, New Delhi 1993, ISBN 81-206-0049-5.